# Burzaco
Burzaco é uma localidade do Partido de Almirante Brown na Província de Buenos Aires, na Argentina. Sua população estimada em 2001 era de 86.113 habitantes.